# Alliance (religion)
Pour les articles homonymes, voir Alliance.
L'Alliance est un pacte formel conclu par Dieu avec un peuple ou une communauté en particulier, notamment descendant d'un prophète comme Noé, Abraham, Jacob-Israël, ou bien avec l'humanité tout entière. Ce concept, situé au cœur des trois religions abrahamiques, vient de la Bible et se retrouve dans l'islam.

## Présentation

### Étymologie
Le mot vernaculaire « alliance » est utilisé pour désigner et traduire le mot hébreu בְּרִית (bĕriyth). Il est utilisé dans le texte massorétique 264 fois. La traduction grecque équivalente dans la Septante et dans le Nouveau Testament grec est διαθήκη (diathiki).

### Concept
Le concept d'Alliance garde tout le long de la Bible quelques caractéristiques permanentes :
- Elle est conclue à l'initiative de Dieu qui demande aux hommes de croire en lui et en certaines propositions religieuses.
- Elle engage l'homme à respecter des pratiques rituelles et sociétales particulières ; ce sont dans la Bible des commandements.
- Selon le respect de sa lettre par l'homme, l'Alliance s'assortit de sanctions ou récompenses, rétributives ou salutaires.
- Si l'homme a la foi en Dieu et observe ses commandements, il est selon la Bible récompensé ; il en recueille les fruits d'abord dans sa vie intérieure qui l'aident à mieux vivre, et le salut est la récompense après la mort.

## Judaïsme
Dans la Torah, le terme hébreu בְּרִית (bĕriyth) vient du verbe « couper » car la coutume était de conclure les pactes avec des morceaux de chair coupés lors d'un sacrifice animal. Des chercheurs supposent que l'ablation du prépuce (la circoncision, hébreu : בְרִית מִילָה (brit milah)) représente symboliquement la conclusion d'un pacte avec Dieu.
Le Dieu d'Israël conclut et réactualise l'Alliance avec différents prophètes :
- Tout d'abord, après le Déluge, avec Noé et sa descendance (autant dire selon la Bible l'humanité tout entière) ; cette première Alliance s'étend même à tous les êtres vivants rescapés de l'arche, que Dieu promet de ne plus exterminer en masse ; le signe de l'Alliance est un arc-en-ciel.
- Comme la Terre était léguée à Noé, le pays de Canaan est promis à Abraham, descendant de Sem qui est un fils de Noé[5], et à sa descendance ; le signe de l'Alliance est alors la circoncision.
- L'alliance se transmet par le fils d'Abraham, Isaac, puis par le fils de celui-ci, Jacob, qui prit le nom d'Israël.
- Dans le Tanakh (appelé Ancien Testament par les chrétiens), parmi les descendants de Jacob-Israël, c'est Moïse qui reçoit la plus importante manifestation de l'Alliance. Après la révélation de sa mission lors de l'épisode du Buisson ardent, Moïse reçoit de Dieu le Décalogue ; par l'intermédiaire de Moïse qui mène son peuple hors d'Égypte, Dieu accomplit sa promesse de l'installer dans le pays de Canaan.

La mise en place et les dispositions de l'Alliance avec le peuple d'Israël sont récapitulées dans les cinq premiers livres de la Bible hébraïque, ou Torah (Pentateuque). Son contenu est parfois appelé Loi mosaïque ou encore les 613 Commandements.

## Christianisme

### Catholicisme

#### Historique
Au Moyen Âge, si le peuple juif institue la Bar Mitzvah, cérémonie religieuse officialisant le passage dans la maturité spirituelle environ 12 ans après la circoncision du nouveau-né, de même, l'Église catholique crée un parallèle de cette maturité spirituelle en instituant le sacrement de confirmation proposé dès le début de l'adolescence après le baptême du nouveau-né, l'instruction religieuse catholique étant appelé catéchisme.
En se fondant notamment sur l'Évangile selon Matthieu, l'Église catholique a maintes fois rappelé qu'elle n'a jamais révoqué l'ancienne Alliance,, mais interdit le travail le dimanche en transposition du shabbat. Avant la réforme du concile Vatican II, l'Église catholique affirmait nécessité de séparer les hommes des femmes dans les assemblées de prières, distinction encore respectée dans certaines communautés.
En solidarité avec le peuple de la première Alliance, le 2 février 2019, le cardinal Reinhard Marx, président de la Conférence épiscopale d'Allemagne, sollicite la réintroduction de la fête de la circoncision de Jésus dans le calendrier liturgique qui a été célébrée par les Catholiques tous les 1er janvier jusqu'en 1974, puis supprimée de manière discrétionnaire par le pape Paul VI.

#### Ancienne Alliance
Il existe deux écoles :
- L'école deutéronomiste :

Elle correspond à Exode 19 à 24, époque de Josias (622 av. JC), avant la chute de Jérusalem (587 av. JC.) et le retour de l'exil à Babylone (538 av. JC)
Dans Exode 32 à 34, il y l'idée de rupture : Moïse casse les tables de la Loi, à cause de la faute du peuple juif.
- L'école sacerdotale :

Elle correspond aux laïcs autour du roi.

#### Nouvelle Alliance
La Nouvelle Alliance est une interprétation biblique dérivée d'une phrase dans le Livre de Jérémie, dans la Torah :

« Voici venir des jours - oracle du Seigneur -, où je conclurai avec la maison d'Israël et avec la maison de Juda une alliance nouvelle. Je mettrai ma Loi au plus profond d'eux-mêmes ; je l'inscrirai sur leur cœur. Je serai leur Dieu, et ils seront mon peuple [Jr 31, 31]. »

Pour la théologie chrétienne, la Nouvelle Alliance a été instituée à l'issue de la Cène, dans le cadre de l'Eucharistie.
Pour les chrétiens, Jésus est le médiateur de la Nouvelle Alliance, et du sang du Christ versé à sa crucifixion est le Sang requis pour l'Alliance. Comme toutes les alliances entre Dieu et l'homme décrites dans la Bible, la Nouvelle Alliance est considérée comme « un lien sacré dans le sang souverainement administré par Dieu ». Certains théologiens indiquent que la Nouvelle Alliance est la Loi du Christ telle qu'elle a été enseignée lors du Sermon sur la montagne.

#### Relations entre l'Ancienne Alliance et la Nouvelle Alliance
À la suite du concile Vatican II, l'Église insiste sur le fait que l'Alliance n'a jamais été dénoncée par Dieu, réfutant ainsi la théologie de la substitution.

« L'Église ne peut oublier qu'elle a reçu la révélation de l'Ancien Testament par ce peuple avec lequel Dieu, dans sa miséricorde indicible, a daigné conclure l'antique Alliance, [...] L'Église a toujours devant les yeux les paroles de l'apôtre Paul sur ceux de sa race à qui appartiennent l'adoption filiale, la gloire, les alliances, la législation, le culte, les promesses et les patriarches, et de ce qui est né, selon la chair, le Christ (Rm 9, 4-5). »

De même, les documents « orientations pastorales du Comité épiscopal pour les relations avec le judaïsme » (1973) affirment : 

« Une catéchèse chrétienne véritable doit affirmer la valeur actuelle de la Bible tout entière. La première Alliance, en effet n'a pas été rendue caduque par la nouvelle. Elle en est la racine, la source, le fondement et la promesse. »

Lors de sa rencontre avec la communauté juive de Mayence en 1980, le pape Jean-Paul II a déclaré:

« La rencontre entre le peuple de Dieu de l'Ancienne Alliance que Dieu n'a jamais dénoncée (Rm 11, 29) et celui de la Nouvelle Alliance, est en même temps un dialogue à l'intérieur de notre Église, pour ainsi dire entre la première et la seconde partie de notre Bible [...]. La deuxième dimension de notre dialogue est la rencontre entre l'Église chrétienne d'aujourd'hui et le peuple de l'Alliance conclue avec Moïse. »

La Nouvelle Alliance ne remplace pas l'Ancienne Alliance. Le document Lire l'Ancien Testament souligne le caractère permanent et éternel de l'Alliance :

« J'établirai mon alliance entre moi et toi, et après toi avec ta descendance, de génération en génération ; ce sera une alliance éternelle ; ainsi je serai ton Dieu et le Dieu de ta descendance après toi [Gn 17, 7]. »

Une alliance nouvelle n'est pas une alliance venue de nulle part, mais une alliance éternelle avec le peuple juif que Jésus renouvelle par toute sa vie, donnée jusqu'au bout. Il appartient aux chrétiens, par pure grâce, d'entrer, par le Christ et le mystère de la rédemption, dans cette alliance éternelle.

### Protestantisme
La théologie de l'alliance, un système théologique au sein du christianisme réformé, maintient que Dieu se rapporte à l'homme principalement par le biais de trois alliances : l'Alliance de la Rédemption, l'Alliance des Œuvres, et l'Alliance de la Grâce. Dans ce système théologique, une alliance (covenant) peut être définie comme « un contrat immuable conclu entre Dieu et l'homme, qui stipule les conditions de leur relation ».